# Anstiftung (Stiftung)
Die anstiftung ist eine gemeinnützige Stiftung bürgerlichen Rechts, vormals Stiftungsgemeinschaft anstiftung & ertomis, gemeinnützige GmbH, mit Sitz in München. Sie ist forschend und fördernd tätig, daneben vernetzt sie Initiativen und Akteure, die sich im Kontext gemeinschaftlichen Selbermachens und Subsistenz bewegen wie beispielsweise Urbane Gemeinschaftsgärten, Offene Werkstätten und Repair-Cafés. Für Aktive in Gemeinschaftsgärten und Reparatur-Initiativen betreibt sie Online-Plattformen zum Wissensaustausch und zur Vernetzung.

## Organisation
Das Kuratorium der Stiftung bilden Stifter Jens Mittelsten Scheid (Vorsitz) mit seinen Kindern Anna Mittelsten Scheid und Jonas Mittelsten Scheid. Dem geschäftsführenden Vorstand gehören die Soziologin Christa Müller (Vorsitz) und Daniel Überall, Gründer der Solidarischen Landwirtschaft Kartoffelkombinat eG, an. Mehrere wissenschaftliche Mitarbeiterinnen und Mitarbeiter sind in den Bereichen Forschung, Praxisberatung und Antragsbearbeitung tätig.

## Historie
1982 gründete Jens Mittelsten Scheid die anstiftung als gemeinnützige Forschungsgesellschaft, um Eigenarbeit, Subsistenz (auch im urbanen Kontext) und nachhaltiges Handeln im Alltag zu erforschen und zu fördern. 2003 rief die anstiftung das Projekt Stiftung Interkultur ins Leben, das sich schwerpunktmäßig damit befasste, Interkulturelle bzw. Internationale Gärten zu erforschen und zu fördern. 2008 wurde die anstiftung mit der 1973 von den Eltern des Stifters, Erich und Charlotte „Totti“ Mittelsten Scheid, gegründeten ERTOMIS Stiftung zur Stiftungsgemeinschaft anstiftung & ertomis gGmbH zusammengeführt und tritt seit 2017 erneut als anstiftung in Erscheinung, nun in der Form einer gemeinnützigen Stiftung bürgerlichen Rechts.

## Zweck und Ziele
Entsprechend der Satzung fördert die anstiftung Wissenschaft und Forschung sowie Volks- und Berufsbildung mit dem Fokus auf Ressourcenschutz, Selbermachen in Form von sozialer, kultureller und handwerklicher Eigenarbeit, öko-sozialen (alternativen) Wirtschaftsformen, nachbarschaftlicher und regionaler Vernetzung sowie interkulturellem Austausch und der Partizipation von Minderheiten. Ziel der Stiftung ist es, Infrastrukturen und Räume zu schaffen, durch die im Alltag nachhaltiges Handeln in Form von Selbermachen möglich wird.
Konkret richtet sich das fördernde und beratende Angebot hauptsächlich an drei Arten von Initiativen: Urbane und Interkulturelle Gemeinschaftsgärten, Offene Werkstätten (wie auch u. a. FabLabs, Bikekitchens etc.) und Reparatur-Initiativen („Repair-Cafés“). Gemeinsam ist diesen Projekten die nicht-kommerzielle Ausrichtung, das Zugänglichmachen und Teilen von Wissen und die Demokratisierung von Technologien und Werkzeugen nach Open-Source-Prinzipien. Mittels Vernetzungstreffen, Workshops, Webinaren und Informationsmaterialien, die die Stiftung veranstaltet bzw. bereitstellt, treten Akteure aus den genannten Projekten miteinander in Austausch und entwickeln das Erfahrungswissen, das dort entsteht, weiter.

## Publikationen
- Christa Müller: Wurzeln schlagen in der Fremde. ökom, Ges. für Ökologische Kommunikation, München 2002, ISBN 3-928244-82-5.
- Christa Müller: Urban Gardening. Über die Rückkehr der Gärten in die Stadt. oekom verlag, München 2011, ISBN 978-3-86581-244-5.
- Andrea Baier, Christa Müller, Karin Werner: Wovon Menschen leben. Arbeit, Engagement und Muße jenseits des Marktes. oekom verlag, München 2012, ISBN 978-3-86581-341-1.
- Andrea Baier: Wie soll man gesund sein, wenn man keine Arbeit hat? Gesundheit und soziale Ungleichheit. Transcript, Bielefeld 2013, ISBN 978-3-8376-2490-8.
- Andrea Baier, Christa Müller, Karin Werner: Stadt der Commonisten. Neue urbane Räume des Do it yourself. Transcript, Bielefeld 2013, ISBN 978-3-8376-2367-3.
- Andrea Baier, Tom Hansing, Christa Müller, Karin Werner (Hrsg.): Die Welt reparieren. Open Source und Selbermachen als postkapitalistische Praxis. Transcript, Bielefeld 2016, ISBN 978-3-8376-3377-1.